# PRIDE 20
PRIDE 20: Armed and Ready fue un evento de artes marciales mixtas producido por PRIDE Fighting Championships, celebrado el 28 de abril de 2002 en el Yokohama Arena de Yokohama.